# Fachverband Werbung und Marktkommunikation
Der Fachverband Werbung und Marktkommunikation in der Wirtschaftskammer Österreich (FV Werbung) ist eine Körperschaft öffentlichen Rechts. Er hat seinen Sitz in Wien, Österreich, und vertritt die Unternehmerinteressen seiner Mitglieder aus dem Bereich der Werbe- und Kommunikationswirtschaft.

## Mitgliedschaft
Die Mitgliedschaft im FV Werbung ergibt sich gesetzlich nach dem Wirtschaftskammergesetz mit Erhalt der entsprechenden Gewerbeberechtigung im Bereich Werbung und Marktkommunikation.

### Berufsbilder
Im Fachverband Werbung und Marktkommunikation sind sämtliche zur Kommunikationswirtschaft zählenden Unternehmen als Mitglied vereint. Derzeit sind im FV Werbung folgende 14 Berufsgruppen zusammengeschlossen:
- Adressverlage und Direktmarketingunternehmen
- Ankündigungsunternehmen
- Event-Marketer
- Markt- und Meinungsforschung
- Multimedia-Agentur
- Public-Relations-Berater
- Sponsoring-Agentur
- Werbeagentur
- Werbearchitekt
- Werbegraphik-Designer
- Werbemittelhersteller
- Werbemittelverteiler
- Werbetexter
- Werbungsvertreter

Mit Stand 31. Dezember 2022 zählte der FV Werbung 29.825 Mitglieder.

## Tätigkeit
Ziel des FV Werbung ist es, die Interessen der Mitgliedsunternehmen zu wahren und Unternehmen im Bereich der Werbewirtschaft zu unterstützen. Dies erfolgt durch:
- Vertretung der österreichischen Werbe- und Kommunikationswirtschaft in allen grundsätzlichen Positionen nach außen
- Formulierung einer gemeinsamen Verbandspolitik für den Interessenausgleich aller betroffenen Mitglieder
- fachliche Interessenvertretung der Mitglieder
- Stellungnahmen zu Begutachtungsverfahren in allen interessenpolitischen Angelegenheiten (Gesetze, Verordnungen, EU-Recht)
- Führung der postalischen Robinsonliste
- individuelle Rechtsberatung und Erstellung von Kurzgutachten

## Struktur
Der Fachverbandsausschuss als höchstes Entscheidungsgremium besteht aus 32 ordentlichen und einem kooptierten Mitgliedern. Der Fachverbandsausschuss setzt sich entsprechend der föderalen Struktur Österreichs repräsentativ aus Vertretern aller neun Bundesländer zusammen. Dazu arbeitet der FV Werbung als Bundesorganisation mit den in jedem Bundesland eingerichteten Fachgruppen Werbung zusammen.
An der Spitze des Fachverbandes Werbung und Marktkommunikation steht der Obmann, der gemeinsam mit seinen beiden Stellvertretern das Präsidium bildet.
Die ordentliche Funktionsperiode beträgt 5 Jahre. Nach dem Verhältniswahlrecht wählen die Fachverbandsmitglieder alle 5 Jahre ihre Branchenrepräsentanten. Entsprechend den Ergebnissen dieser Urwahl ergibt sich die Mandatsverteilung für den Fachverbandsausschuss. Aus ihrer Mitte wählen die Ausschussmitglieder den Obmann und seine Stellvertreter.

## Mitgliedschaften

### National
- Österreichischer Werberat (ÖWR)
- Schutzverband gegen den unlauteren Wettbewerb
- Kreativwirtschaft Austria (KAT)

### International
- Europäischer Werberat (EASA)
- Europäischer Werbewirtschaftsverband (AIG)